# Ambassade de France au Liban
L'ambassade de France au Liban est la représentation diplomatique de la République française auprès de la  République libanaise. Elle est située à Beyrouth, la capitale du pays, et son ambassadeur est, depuis 2023, Hervé Magro (d).

## Ambassade
L'ambassade est située rue de Damas, dans le quartier Ras El-Nabaa, à Beyrouth. Elle accueille aussi le consulat général de France. La résidence des Pins, dans une rue toute proche, est aujourd'hui la demeure de l'ambassadeur.

## Histoire

### La résidence des Pins
La résidence des Pins, construite en 1916, accueillit le Haut-commissaire de la France au Levant (actuels territoires du Liban et de la Syrie) de 1919 à 1945, avant de devenir la demeure de l'ambassadeur à partir de 1946.
Le 24 mai 1982, un attentat à la voiture piégée fait 11 morts et 27 blessés à l'ambassade.
En octobre 1990, le général Michel Aoun, qui se bat contre l'invasion de la Syrie, se réfugie à l'ambassade avant de partir en exil en France.

### L'Espace des Lettres
L'ambassade de France, y compris le consulat général de France, les services culturels et économiques, se trouve au sein de l'« Espace des Lettres », rue de Damas, artère qui fut, durant la guerre civile, la ligne de démarcation entre les quartiers chrétien et musulman. Le nouveau bâtiment de la chancellerie diplomatique a été intégré aux nombreux pavillons au sein de la « Cité Bounoure », ancienne École des Lettres de Beyrouth, qu'il partage avec de nombreux organismes français, dont l'Institut français du Proche-Orient. Construit en 2003 par les architectes Yves Lion et Claire Piguet, il intègre les colonnades créées dans les années 1950 par Jean-Charles Moreux et André Leconte, des murs en pierre de Ramleh et de grandes parois de verre en émalit éclairé afin de laisser entrer la lumière des cinq patios, au milieu desquels trônent des pins et des oliviers centenaires. L'édifice a été bâti dans le but de privilégier la sécurité tout en préservant l'esthétisme.

## Ambassadeurs de France au Liban
| De   | À    | Ambassadeur                   |
| ---- | ---- | ----------------------------- |
| 1946 | 1952 | Armand Blanquet du Chayla (d) |
| 1952 | 1955 | Georges Balaÿ (d)             |
| 1955 | 1960 | Louis Roché (d)               |
| 1960 | 1964 | Robert de Boisséson (d)       |
| 1964 | 1967 | Pierre-Louis Falaize (en)     |
| 1967 | 1969 | Pierre Millet (d)             |
| 1969 | 1971 | Bernard Dufournier (d)        |
| 1971 | 1975 | Michel Fontaine (d)           |
| 1975 | 1979 | Hubert Argod (d)              |
| 1979 | 1981 | Louis Delamare                |
| 1981 | 1983 | Paul-Marc Henry (d)           |
| 1983 | 1985 | Fernand Wibaux                |
| 1985 | 1987 | Christian Graeff              |
| 1987 | 1988 | Paul Blanc (d)                |
| 1988 | 1991 | René Ala (d)                  |
| 1991 | 1993 | Daniel Husson (d)             |
| 1993 | 1994 | Michel Chatelais (d)          |
| 1994 | 1997 | Jean-Pierre Lafon             |
| 1997 | 1999 | Daniel Jouanneau              |
| 1999 | 2004 | Philippe Lecourtier (d)       |
| 2004 | 2008 | Bernard Émié                  |
| 2008 | 2009 | André Parant (d)              |
| 2009 | 2012 | Denis Pietton (d)             |
| 2012 | 2015 | Patrice Paoli (d)             |
| 2015 | 2017 | Emmanuel Bonne                |
| 2017 | 2020 | Bruno Foucher                 |
| 2020 | 2023 | Anne Grillo (d)               |
| 2023 | auj. | Hervé Magro (d)               |

## Relations diplomatiques
Les relations diplomatiques entre la France et le Liban ont été formellement établies en novembre 1944, quelques mois après la reconnaissance par la France de l'indépendance du Liban (le 22 novembre 1943).

## Consulat

### Communauté française
Au 31 décembre 2016, 23 046 Français sont inscrits sur les registres consulaires au Liban. Ils résident majoritairement à Beyrouth et sa banlieue et appartiennent au secteur tertiaire.
| 2001   | 2002   | 2003   | 2004   |
| ------ | ------ | ------ | ------ |
| 14 536 | 15 691 | 16 853 | 16 564 |

| 2005   | 2006   | 2007   | 2008   |
| ------ | ------ | ------ | ------ |
| 17 564 | 19 279 | 16 937 | 18 225 |

| 2009   | 2010   | 2011   | 2012   |
| ------ | ------ | ------ | ------ |
| 18 807 | 19 725 | 21 428 | 21 589 |

| 2013   | 2014   | 2015   | 2016   |
| ------ | ------ | ------ | ------ |
| 22 525 | 22 901 | 22 121 | 23 046 |

### Circonscriptions électorales
Depuis la loi du 22 juillet 2013 réformant la représentation des Français établis hors de France avec la mise en place de conseils consulaires au sein des missions diplomatiques, les ressortissants français d'une circonscription recouvrant le Liban et la Syrie élisent pour six ans cinq conseillers consulaires. Ces derniers ont trois rôles : 
1. ils sont des élus de proximité pour les Français de l'étranger ;
2. ils appartiennent à l'une des quinze circonscriptions qui élisent en leur sein les membres de l'Assemblée des Français de l'étranger ;
3. ils intègrent le collège électoral qui élit les sénateurs représentant les Français établis hors de France. Afin de respecter la représentativité démographique, un délégué consulaire est élu pour compléter ce collège électoral.

Pour l'élection à l'Assemblée des Français de l'étranger, le Liban appartenait jusqu'en 2014 à la circonscription électorale de Beyrouth, comprenant aussi l'Irak, la Jordanie et la Syrie, et désignant trois sièges. Le Liban appartient désormais à la circonscription électorale « Asie centrale et Moyen-Orient » dont le chef-lieu est Dubaï et qui désigne quatre de ses 23 conseillers consulaires pour siéger parmi les 90 membres de l'Assemblée des Français de l'étranger.
Pour l'élection des députés des Français de l’étranger, le Liban dépend de la 10e circonscription.